# Bitwa u przylądka Jasmund (1676)
Bitwa morska u przylądka Jasmund – starcie zbrojne, które miało miejsce 25 maja 1676 podczas wojny szwedzko duńskiej (1675–1679) będącej częścią ogólnoeuropejskich zmagań w ramach wojny Francji z koalicją.
Bitwa stoczona została na wysokości przylądka Jasmund na wyspie Rugii. Flota duńsko-holenderska (8 liniowców, 10 fregat i mniejsze jednostki) dowodzona przez admirała duńskiego Nielsa Juela oraz admirała holenderskiego Filipa van Almonde starła się z silniejszą liczebnie flotą szwedzką (26 liniowców, 12 fregat i mniejsze jednostki) dowodzoną przez admirała Lorentza Creutza. Juel próbował tutaj zastosować taktykę, której nauczył się od Michiela de Ruytera: odseparować część floty nieprzyjaciela i zniszczyć ją. Udało mu się przebić przez szwedzką linię i oddzielić od niej pięć okrętów. Oddzielone okręty korzystając z zapadającego zmroku zdołały jednak uciec. Bitwa pozostała nierozstrzygnięta.